# Carrera Panamericana

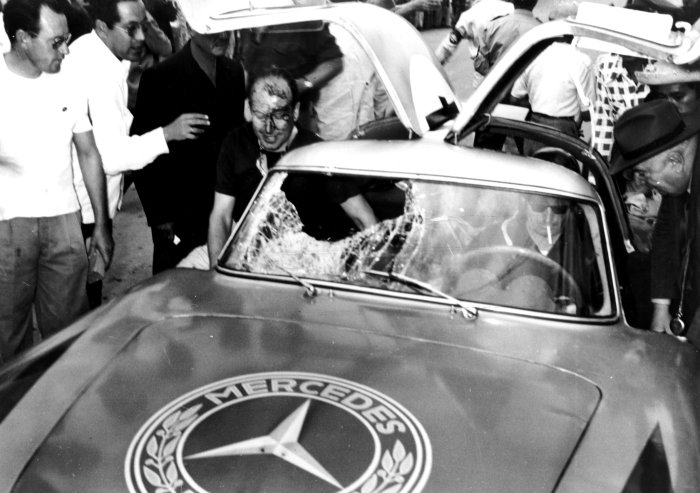
Der Mercedes von Karl Kling nach dem Unfall mit dem Geier 1952

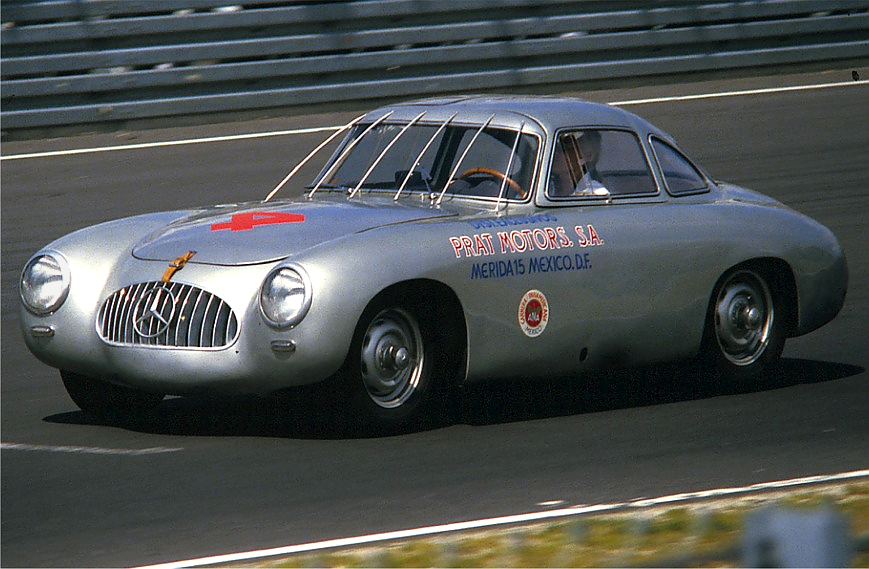
Mercedes-Benz 300 SL von 1952, der zweite von zehn Wagen des Typs W 194, Fahrgestell-Nr. 194 010 00002/52; 1986 beim Oldtimer-Grand-Prix gefahren von Ewy Korff-Rosqvist

Die Carrera Panamericana ist ein Autorennen auf öffentlichen Straßen in Mexiko, ähnlich wie die Mille Miglia und Targa Florio in Italien. Es zählte wie diese zur Sportwagen-Weltmeisterschaft.

## Die Veranstaltung
Nachdem der mexikanische Teil der Panamericana im Jahre 1950 fertiggestellt war, wurde er mit einem mehrtägigen Etappen-Rennen von Norden nach Süden quer durch das Land eingeweiht. Ab 1951 wurde die Strecke von Süden nach Norden befahren. Wegen zu vieler tödlicher Unfälle wurde das Straßenrennen 1954 letztmals ausgetragen und danach eingestellt. 1988 wurde die Veranstaltung als Rallye für Oldtimer wieder aufgenommen.
Im ersten Jahr 1950 führte die Carrera Panamericana von der Nordgrenze Mexikos zur Südgrenze über eine Distanz von 3436 km. Damit war das Rennen doppelt so lang wie die Mille Miglia. Es waren neun Etappen, die von der texanischen Grenze nach Ciudad Juárez, Chihuahua, Parral, Durango, Leon, Mexiko, Puebla, Oaxaca, Tuxtla Gutiérrez und El Ocotal führten. Der Start war am 5. Mai 1950, das Ziel wurde nach 6 Tagen am 10. Mai erreicht. Zum ersten Rennen im Jahr 1950 waren nur fünfsitzige Serienlimousinen zugelassen. Es gewann ein Oldsmobile 88. In den nachfolgenden Jahren wurde die Carrera Panamericana von Süden nach Norden gefahren, die Rennklassen wurde erweitert. Dabei zeigte sich, dass die europäischen Sportwagen deutlich schneller waren als die schweren amerikanischen Limousinen. 1951 gewann ein Ferrari.
1952 gewann der Mercedes-Benz 300 SL von Karl Kling/Hans Klenk, obwohl ein Geier in die Windschutzscheibe geprallt war, diese rechtsseitig zerstört und den Beifahrer verletzt hatte. Zum Erfolg trug das wahrscheinlich erstmals eingesetzte sogenannte „Gebetbuch“ bei, in dem der Streckenverlauf aufgezeichnet war und vom Beifahrer dem Fahrer angesagt werden konnte. 
Nach Siegen in den kleineren Klassen bei diesem Rennen nannte Porsche später jeweils ein Modell einer Baureihe – meist das leistungsstärkste – Carrera, und auch der Panamera hat seinen Namen daher, ebenso wie die Designstudie Porsche Panamericana.
Das Rennen wurde nach 1954 verboten und erst 1988 wiederbelebt, wobei an alte Traditionen und Reglements angeknüpft wurde.
1991 nahmen die Musiker Nick Mason und David Gilmour von Pink Floyd am Rennen teil, eine Dokumentation erschien 1992 als La Carrera Panamericana.
Im Jahr 2006 wurde als weitere Klasse die Unlimited Class mit aufgenommen. Damit wurde es erstmals auch für Autos jüngerer Jahrgänge möglich, an dem Rennen teilzunehmen. Das Inaugural-Rennen 2006 gewann Rachel Larratt, Teilhaberin des BMEzine, in einem Lotus Elise. 2007 wurde das zwanzigjährige Jubiläum des modernen Rennens gefeiert, es war gleichzeitig das größte Rennen mit der höchsten Teilnehmerzahl.

## Gesamtsieger
| Jahr | Team                            | Gesamtsieger                     | Fahrzeug                      | Fahrzeit     | Meisterschaft                  |
| ---- | ------------------------------- | -------------------------------- | ----------------------------- | ------------ | ------------------------------ |
| 1950 | Roy Sundstrom                   | Hershel McGriff Ray Elliott      | Oldsmobile 88                 | 27:34:25.000 | zählte zu keiner Meisterschaft |
| 1951 | Centro Deportivo Italiano       | Piero Taruffi Luigi Chinetti     | Ferrari 212 Inter             | 21:57:52.000 | zählte zu keiner Meisterschaft |
| 1952 | Daimler-Benz Aktiengesellschaft | Karl Kling Hans Klenk            | Mercedes-Benz 300 SL          | 18:51:19.000 | zählte zu keiner Meisterschaft |
| 1953 | Scuderia Lancia                 | Juan Manuel Fangio Gino Bronzoni | Lancia D24 Pinin Farina       | 18:11:00.000 | Sportwagen-Weltmeisterschaft   |
| 1954 | Erwin Goldschmidt               | Umberto Maglioli                 | Ferrari 375 Plus Pinin Farina | 17:40:26.000 | Sportwagen-Weltmeisterschaft   |